# Victor Buhler
Victor Buhler (nacido el 1 de febrero de 1972) es un cineasta y realizador de televisión consumado.Comenzó su carrera como director, pero más recientemente se ha convertido en productor ejecutivo de series documentales de alto perfil como 'In The Arena: Serena Williams' de ESPN.
Buhler fue productor de la serie The Vow  y en 2019 ganó un Sports Emmy por producir Tom vs. Time. Dirigió el largometraje documental Rikers High (2005), sobre la escuela para reclusos adolescentes en la cárcel de Rikers Island. Ganó el premio NY Loves Film al mejor documental en el Festival de Cine de Tribeca de 2006. También dirigió The Beautiful Game, un largometraje documental sobre el poder del fútbol en África que debutó en el Festival Internacional de Cine de Seattle en 2011. Buhler también dirigió y produjo A Whole Lott More, sobre empleo para personas con discapacidades del desarrollo. Fue nombrado favorito del público en el Festival Internacional de Documentales Canadienses HotDocs 2013. También coescribió y dirigió Running Naked.
Los créditos televisivos de Buhler como director incluyen Sirens and Drugs Inc.  Su cortometraje Chaperone fue nominado a un premio de la Academia estudiantil.